# Jewgeni Sergejewitsch Botkin

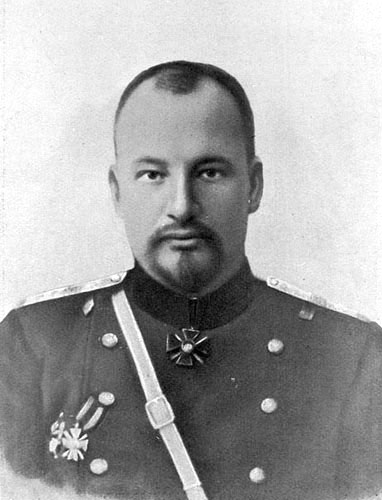
Jewgeni Sergejewitsch Botkin

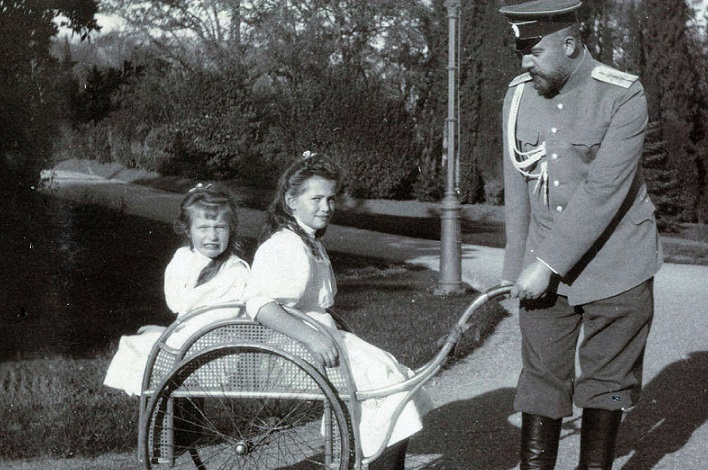
Botkin mit den Großfürstinnen Anastasia und Maria

Jewgeni Sergejewitsch Botkin (russisch Евгений Сергеевич Боткин; * 27. Mai 1865 in Zarskoje Selo, heute Puschkin; † 17. Juli 1918 in Jekaterinburg) war der Leibarzt der Familie des letzten russischen Kaisers Nikolaus II. Am 3. Februar 2016 wurde er von der Russisch-Orthodoxen Kirche heiliggesprochen.

## Leben
Er war der Sohn von Sergei Botkin (1832–1889), der als Leibarzt unter Kaiser Alexander II. und Alexander III. gedient hatte. Er studierte an der Universität St. Petersburg sowie in Berlin und Heidelberg. Eine ihm 1889 angebotene Anstellung als Leibarzt für den schwer kranken Georgi Alexandrowitsch Romanow lehnte er ab. Nach seiner Studienzeit folgte eine Phase der relativen Armut, die erst endete, als Botkin eine Anstellung als Chefarzt in einem Krankenhaus erhielt. Während des Russisch-Japanischen Krieges von 1905 erhielt er eine Auszeichnung für seine Dienste als Freiwilliger im Lazarettzug des St. Georgs Krankenhauses. Seit dem 13. April 1908 war er Leibarzt der Zarenfamilie. Als solcher behandelte er die Hämophilie des Zarewitsch Alexei. Während für die kaiserlichen Großfürstinnen und den Zarewitsch auch Assistenzärzte herangezogen wurden, war Botkin für das Wohl der Kaiserin Alexandra Fjodorowna allein verantwortlich. Da Botkin mit zunehmendem Alter stark religiös wurde und noch dazu über gute Deutschkenntnisse verfügte, entwickelte sich zwischen dem Leibarzt und der Kaiserin ein besonderes Verhältnis. Botkin besuchte Alexandra Fjodorowna für gewöhnlich zweimal täglich.
Botkin begleitete die letzte russische Zarenfamilie nach der Oktoberrevolution nach Jekaterinburg. Im Glauben, Nikolaus II. und seine Familie würden nach Großbritannien verbracht, schrieb er seinen Kindern einen Brief, in dem er sie aufforderte, in England auf ihn zu warten. Am 17. Juli 1918 wurde Botkin im Keller des Ipatjew-Hauses von Bolschewiki erschossen. Nach der Eroberung der Stadt durch Weißgardisten wurde ein nicht mehr beendeter Brief Botkins an seinen Bruder Alexander aufgefunden, in dem er zum Ausdruck bringt, für sich keine Chance mehr auf ein Überleben der Gefangenschaft zu sehen. Der Brief endet mit der Aussage, er werde seine ärztliche Pflicht bis zum Ende erfüllen.
Botkin war verheiratet und hatte vier Kinder. Nachdem seine Frau Olga ein Verhältnis mit dem Deutschlehrer ihrer Kinder begonnen hatte, ließ sie sich 1910 von ihm scheiden. Seine zwei ältesten Söhne Dimitri und Juri fielen im Ersten Weltkrieg. Sein Sohn Gleb und seine Tochter Tatjana wurden nach der Ermordung der Zarenfamilie zu starken Unterstützern von Anna Anderson, die behauptete, identisch mit der Großfürstin Anastasia zu sein.